# يوزف أوغست شولتس
يوزف أوغست شولتس (Josef August Schultes) كان عالم أحياء وطبيبًا نسماويًا، ولد 15 15 أبريل 1773 بفيينا (النمسا) وتوفي في 21 أبريل 1831 بلندسهوت (ألمانيا).